# ハーパーズ・フェリー級ドック型揚陸艦
ハーパーズ・フェリー級ドック型揚陸艦（ハーパーズ・フェリーきゅうドックがたようりくかん、英語: Harpers Ferry-class dock landing ship）は、アメリカ海軍のドック型揚陸艦の艦級。
先行するホイッドビー・アイランド級（LSD-41級）の貨物積載能力を強化したサブクラス（Cargo variant）であるため、LSD-41 CV級とも称されるほか、同級の一部として扱われることもある。

## 設計
上記の通り、本級はホイッドビー・アイランド級の改正型である。基本設計は同級のものが踏襲されており、90パーセントの共通性があるといわれている。

## 能力

### 輸送揚陸機能
貨物積載能力強化のため、貨物搭載スペースは1,133 m3に拡大された（LSD-41級では149 m3）。車両搭載スペースも、1,208 m2と、LSD-41級と同等程度を確保している。
これらのスペースを捻出するため、LSD-41級では上部構造物下方の半ばまで伸びていたウェルドックは、後部煙突程度までと、大きく削られている。これに伴い、上陸用舟艇の収容能力は下記の通りに減少している（括弧内はLSD-41級）。
- LCAC-1級エア・クッション型揚陸艇であれば2隻（4隻）
- LCU-1610級汎用揚陸艇であれば1隻（3隻）
- LCM(8)型機動揚陸艇であれば4隻（10隻）

一方、航空艤装はほぼ同様で、ウェルドック上に架するかたちで固定式のヘリコプター甲板が設けられており、発着スポット2個が設定されている。車両甲板とのあいだは力量8トンのエレベータで連絡されている。必要であればここにも上陸用舟艇を搭載できるのもLSD-41級と同様だが、搭載数は12.2メートル型作業艇1隻、LCPL 2隻と減少しており、その着揚収用のクレーンも、力量30トンのもの1基を右舷に備えるのみとされている。

### 個艦防御機能
LSD-41級の後期建造分（LSD-46以降）とほぼ同構成であり、対空捜索レーダーとしてはAN/SPS-49(V)5が搭載された。
武装も、新造時には艦橋構造物上部前後に装備されたファランクスCIWSのみであったが、その後、RAM近接防空ミサイルの21連装発射機が追加装備された。また近距離で水上目標に対して使用するMk.38 25mm単装機銃は、当初は砲側照準式のmod.0ないしmod.1であったが、順次に遠隔操作式のmod.2に換装されている。
なお、2004年までに全艦がSSDS Mk.1を装備したほか、Mk.2にアップグレードして、共同交戦能力やリンク 16に対応する計画もある。

## 同型艦
全艦がエイボンデール造船所で建造された。当初は12隻の建造が検討されたものの、新型のドック型輸送揚陸艦（LPD）であるサン・アントニオ級の建造に伴って、1992年度の建造分で計画は打ち切られた。
| 艦番号 | 艦名                                   | 発注            | 起工            | 進水           | 就役           | 退役       | 母港                                    |
| ------ | -------------------------------------- | --------------- | --------------- | -------------- | -------------- | ---------- | --------------------------------------- |
| LSD-49 | ハーパーズ・フェリー USS Harpers Ferry | 1988年 6月27日  | 1991年 4月15日  | 1993年 1月16日 | 1995年 1月7日  | 2024年予定 | カリフォルニア州 サンディエゴ海軍基地   |
| LSD-50 | カーター・ホール USS Carter Hall       | 1989年 12月22日 | 1991年 11月11日 | 1993年 10月2日 | 1995年 9月30日 | 2023年予定 | バージニア州 リトルクリーク海軍揚陸基地 |
| LSD-51 | オーク・ヒル USS Oak Hill              | 1991年 3月27日  | 1992年 9月21日  | 1994年 6月11日 | 1996年 6月8日  | 2025年予定 | バージニア州 リトルクリーク海軍揚陸基地 |
| LSD-52 | パール・ハーバー USS Pearl Harbor      | 1993年 10月12日 | 1995年 1月27日  | 1996年 2月24日 | 1998年 5月30日 | 2024年予定 | カリフォルニア州 サンディエゴ海軍基地   |